# Vipera monticola
Vipera monticola е вид змия от семейство Отровници (Viperidae). Видът е почти застрашен от изчезване.

## Разпространение и местообитание
Разпространен е в Мароко.
Обитава планини, възвишения и долини.

## Описание
Популацията на вида е намаляваща.